# Гајас Захид
Гајас Захид (норв. Ghayas Zahid; Осло, 8. септембар 1994) норвешки је фудбалер који тренутно игра за Партизан.

## Каријера
Захид је први фудбалер пакистанског порекла који је наступио у УЕФА Лиги шампиона, након што је играо против Реал Мадрида 2017. године.

## Трофеји

### АПОЕЛ
- Првенство Кипра (2) : 2017/18, 2018/19.

### Анкарагуџу
- Друга лига Турске (1) : 2021/22.